# Balcher
Der Balcher ist ein Berg der Fränkischen Alb südlich von Entenberg und nördlich von Weißenbrunn im Landkreis Nürnberger Land in Bayern. Am Nordabhang des Berges, im Waldgebiet Langes Ried südlich von Entenberg, entspringt der Haidelbach.

## Geschichte
Am Südwestabhang des Balcher, etwa einen halben Kilometer nördlich von Weißenbrunn, hatte im Mittelalter eine als Balgern bezeichnete Ortschaft existiert, die 1360 noch aus sechs Gütern bestand. Im Jahr 1509 wurde berichtet, dass der Ort zu einer Wüstung geworden war.